# Georg Peurbach
Georg Peurbach (även Georg von Peuerbach eller Purbach, korrekt efternamn okänt), född 30 maj 1423 i Peuerbach nära Linz, död 8 april 1461 i Wien, var en inflytelserik österrikisk astronom och matematiker. Han blev Wiens universitets vägröjare för den kopernikanska världsbilden.
Han tillskrivs uppfinnandet av flera vetenskapliga instrument, däribland ringsoluret, ett höjdmätningsinstrument Quadratum geometricum och Jakobsstaven.
Omkring år 1440 fick Peurbach sin magistergrad vid Wiens universitet. Hans lärare i matematik var antagligen Johann von Gmünden. 1448 for han till Italien för att studera. Där blev Giovanni Bianchini från Ferrara och kardinal Nicolaus Cusanus, då i Rom, intresserade av den unge mannen och fick honom att föreläsa om astronomi vid universitetet i Ferrara. Han avböjde erbjudanden om professurer i Bologna och Padua och en utnämning som hovastronom hos ungerske kungen Ladislaus. I stället vände han åter till Wien 1450 för att undervisa. Han föreläste i filologi och klassisk litteratur. Lära ut vetenskap gjorde han mest privat - hans mest berömda elev var Johann Müller från Königsberg, senare känd som Regiomontanus.
Purbach har kallats den observationella och teoretiska astronomins fader i Västerlandet.
Purbach är ansedd för sina ansträngningar att få samklang i de motstående teorierna om universum - Eudoxos från Knidos och Aristoteles homocentriska sfärer, med Ptolemaios’ epicykler. Detta arbete, Theoricæ novæ planetarum, gjorde enorm succé och förblev standardverket för akademisk undervisning i astronomi åratal efter det att Kopernikus hade sopat undan alla de hypoteserna.
Han verkade vid Oradea/Nagyvarad-observatoriet i Transsylvanien och fastslog i sin "Tabula Varadiensis" att denna transsylvanska stads observatorium ligger på jordens ”grund”meridian.

## Utmärkelser
Purbachkratern på månen är uppkallad efter honom liksom asteroiden 9119 Georgpeuerbach.